# Коржовка (Брянская область)
Коржовка — деревня в Унечском районе Брянской области в составе Унечского городского поселения.

## География
Находится в центральной части Брянской области на расстоянии приблизительно 2 км на север по прямой от районного центра города Унеча.

## История
Основана предположительно в конце XVIII века, однако в переписях не учитывалась. В середине XX века работал колхоз «Большевик».

## Население
Численность населения: 192 человека (русские 100 %) в 2002 году, 137 в 2010.